# Trichomanes villosulum
Trichomanes villosulum là một loài dương xỉ trong họ Hymenophyllaceae. Loài này được Wall. mô tả khoa học đầu tiên năm 1829.
Danh pháp khoa học của loài này chưa được làm sáng tỏ. 